# چهارشنبه‌سوری (آلبوم)
چهارشنبه سوری نام دومین آلبوم موسیقی کودکان ثمین باغچه‌بان است که توسط او آهنگسازی و ترانه‌سازی شده است. این آلبوم در اسفند ۱۳۹۴ به کوشش فرزند ثمین باغچه بان، کاوه، در ایران منتشر شد. نقاشی‌های این مجموعه نیز مانند رنگین‌کمون، توسط پرویز کلانتری کشیده شده‌اند هرچند که مانند اثر قبلی کتاب جداگانه برای آنها وجود ندارد و تعداد نقاشی‌ها نیز کمتر شده است.
این اثر در واقع بخش دوم آلبوم «رنگین کمون» است که در سال ۱۳۵۸ منتشر شده است و در ابتدا قرار بود که نام رنگین‌کمون۲ برای آن گذاشته شود ولی در زمان ضبط به دلیل فضای متفاوت و غمگین‌تر این آلبوم در نهایت با مشورت همسر ثمین، اولین، نام چهارشنبه‌سوری بر روی آن گذاشته شد که اشاره‌ای به زمان فوت ثمین باغچه‌بان هم هست که در سه‌شنبه آخر سال ۱۳۸۶ فوت کرد. آهنگ‌ها در دهه ۶۰ در استانبول نوشته شده‌اند.

## ساخت و ضبط
با مهاجرت ثمین باغچه‌بان از ایران بعد از انقلاب ایران، گسستی بین کار حرفه‌ای او به وجود آمد. تعدادی از کارهای او بعد از مهاجرت هیچ‌گاه فرصت اجرا و انتشار برایشان فراهم نیامد و این آثار تا سالیان زیادی به شکل پارتیتور در کتابخانه او باقی ماندند. این قطعات در ترکیه و محل اقامت باغچه‌بان توسط خود او نوشته شدند. پسر او، کاوه، برای مدت چند سال در سال‌های حیات ثمین با او بر روی کارهای نوشته شده کار کردند و بعد از فوت او به صورت تکی به دنبال ضبط و ساخت این کارها برآمد.
کاوه باغچه‌بان در مصاحبه‌ای که با روزنامه شرق داشت تأکید کرد که تمامی کارها توسط خود ثمین نوشته و آهنگسازی شده‌اند و کاوه تنها کار ضبط و اجرا را بر عهده داشته است. قسمت زیادی از ضبط آلبوم در خارج از ایران، در آنکار، پالوا و لندن انجام شده است. به دلیل هزینه بالای کار بعضی آهنگ‌ها در استودیوهای غیر متعارف خانگی یا سیار ضبط شده‌اند.
تعدادی دیگر از آهنگ‌های نوشته شده توسط ثمین باغچه‌بان همچنان در اختیار خانواده او قرار دارد که هنوز اجرایی از آنها وجود ندارد. طبق گفته‌های کاوه باغچه‌بان این آهنگ‌ها به دلیل پیچیدگی که دارند و اینکه آیا ثمین باغچه‌بان آنها را کامل کرده یا هنوز قصد تغییر در آنها داشته، هنوز ساخته و منتشر نشده‌اند اما انتظار می‌رود که در آینده منتشر شوند.

## لیست آهنگ‌ها
همهٔ آهنگ‌ها توسط ثمین باغچه‌بان نوشته شده‌اند:
| شماره | نام                                               | مدت   |
| ----- | ------------------------------------------------- | ----- |
| ۱.    | «چهارشنبه‌سوری»                                    | ۱۱:۱۳ |
| ۲.    | «کبوتر»                                           | ۵:۵۲  |
| ۳.    | «ستارهٔ دشت»                                       | ۷:۲۱  |
| ۴.    | «بارون»                                           | ۱۰:۲۲ |
| ۵.    | «پینه‌دوز»                                         | ۴:۴۷  |
| ۶.    | «عروسک»                                           | ۱۳:۳۶ |
| ۷.    | «کشتی»                                            | ۸:۳۳  |
| ۸.    | «چهارشنبه‌سوری (ضبط آزمایشی با صدای ثمین و اولین)» | ۳٫۲۵  |